# Morven (berg)
Morven är ett berg i Storbritannien.   Det ligger i kommunen Aberdeenshire och riksdelen Skottland, i den norra delen av landet, 600 km norr om huvudstaden London. Toppen på Morven är 868 meter över havet, eller 383 meter över den omgivande terrängen. Bredden vid basen är 21,0 km.
Terrängen runt Morven är huvudsakligen kuperad, men österut är den platt. Runt Morven är det mycket glesbefolkat, med 5 invånare per kvadratkilometer. Närmaste större samhälle är Aboyne, 16,1 km öster om Morven. I omgivningarna runt Morven växer i huvudsak blandskog.